# Erika Pannwitz

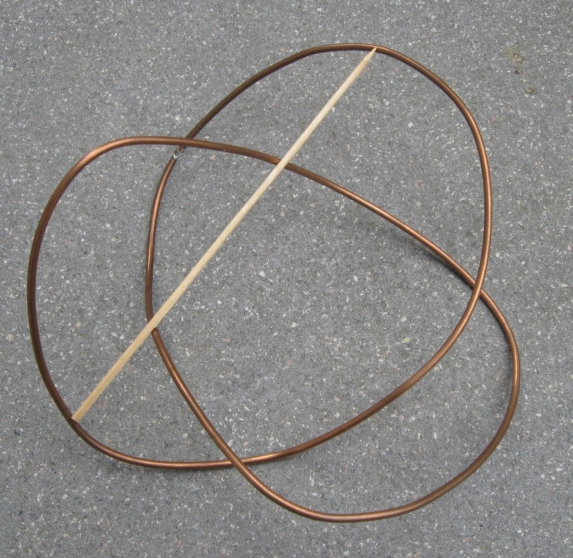
Un exemple de quadrisecant de nus (un trèvol)

Erika Pannwitz (26 de maig de 1904 a Hohenlychen, Alemanya – 25 de novembre de 1975 a Berlín) va ser una matemàtica alemanya que va treballar a l'àrea de topologia geomètrica. Durant la Segona Guerra Mundial, Pannwitz va treballar com a criptoanalista al Departament d'Agència d'Intel·ligència del Senyal del Ministeri d'Afers Exteriors alemany: Auswärtiges Amt () conegut col·loquialment com Pers ZS. Després de la guerra, es va convertir en redactora en cap de Zentralblatt MATH.

## Educació i tesi
Erika Pannwitz va assistir a la Pannwitz Outdoor School de Hohenlychen fins al 10è grau, i es va graduar a l'Escola Estatal Augusta de Berlín el 1922. Va estudiar matemàtiques a Berlín i també durant un semestre a Friburg (1925) i Göttingen (1928). Després de passar el seu examen docent el 1927 (en matemàtiques, física i química), Pannwitz va ser promoguda el 1931 al doctor Phil de la Universitat Friedrich Wilhelms amb els assessors doctorals Heinz Hopf i Erhard Schmidt. La seva tesi titulada: Eine elementargeometrische Eigenschaft von Verschlingungen und Knoten (Una propietat geomètrica elemental d’entrellats i nusos), que va aparèixer dos anys més tard a la prestigiosa revista Mathematische Annalen, va ser premiada per opus eximium considerant-se una tesi destacada. Tots dos assessors doctorals van escriure declaracions extraordinàries sobre la tesi. Hopf, en particular, va escriure vuit pàgines de comentaris i va deixar un resum que se cita a continuació:
Així, l'autor ha resolt completament un difícil problema concret que ha estat plantejat per investigacions completament independents; Ha assolit aquest objectiu mitjançant una elecció ràpida de nous conceptes, comprenent i aprofundint en el difícil material que se li presenta, pel domini de mètodes antics i els seus nous usos, i demostrar així la seva maduresa científica en aquest primer assaig.
Atès que, segons el meu criteri, tant el valor científic objectiu d’aquest treball com el rendiment subjectiu que aconsegueix superen el nivell de bones dissertacions, demano al professorat que accepti la dissertació presentada per Miss Pannwitz com a "eximium".
Schmidt també va escriure una declaració extraordinària sobre la tesi:
Estic d'acord amb el vot del senyor Hopf. La topologia és una de les àrees de les matemàtiques més prometedores però alhora més difícils, perquè l’aparell metodològic-tècnic encara ho és al principi, que tots els resultats valuosos només es poden assolir amb una elevada massa d’enginy. El present treball ha enriquit la topologia amb una sèrie de frases extraordinàriament belles.
En la seva tesi, va establir que cada nus lineal a trossos en posició general (diferent del no-nus) té un quadrisecant, és a dir, quatre punts colineals. Otto Toeplitz li va suggerir el tema.

## Carrera posterior
El setembre de 1930, Pannwitz es va convertir en editor de Jahrbuch über die Fortschritte der Mathematik. Del 1940 al 1945, va treballar al servei de criptografia (amb Helmut Grunsky) com a part de l'esforç bèl·lic. Després de la derrota d'Alemanya a la Segona Guerra Mundial, va ocupar breument un lloc d'assistent a la Universitat de Marburg. El 1946 va tornar a Berlín per treballar com a editora de Zentralblatt für Mathematik, i després de la mort del seu anterior editor en cap, Hermann Ludwig Schmid, el 1956, es va convertir en redactora en cap. Els viatges a la feina eren incòmodes, sobretot després de la construcció del mur de Berlín el 1961, perquè vivia a Berlín Occidental i havia de passar pels punts de control per arribar a les oficines de Zentralblatt a Berlín Oriental. En aquella època, Alemanya de l’Est tenia una jubilació obligatòria als 60 anys, a la qual va arribar el 1964. Des del 1964 fins a la seva jubilació, el 1969, va treballar a l'oficina de Zentralblatt a Berlín Occidental.
Tot i que Pannwitz havia escrit el que es considerava una tesi destacada, al llarg de la seva carrera no va ocupar mai cap càrrec acadèmic habitual. Es desconeixen els motius d’això, però hi podria haver algun element de discriminació, potser a causa del seu gènere o de la seva política o de tots dos.

## Publicacions
- Eine elementargeometrische Eigenschaft von Verschlingungen und Knoten., Matemàtiques. Annalen. Volum 108, 1933, pp. 629-672, en línia
- Amb Heinz Hopf: Über stetige Deformationen von Komplexen in sich., Matemàtiques. Annalen. Volum 108, 1933, pp. 433-465
- Eine freie Abbildung der n-dimensionalen Sphäre in die Ebene. [Un mapa lliure de l'esfera n-dimensional al pla] A: Mathematische Nachrichten. Volum 7, 1952, pp. 183–185